# Masae Kasai
Masae Kasai (枝 昌 枝Kasai Masae, 14 de julio de 1933 – 3 de octubre de 2013) fue una jugadora de voleibol de Japón, miembro de la Selección Nacional de Mujeres de Japón que ganó la medalla de oro en los Juegos Olímpicos de 1964. 
Masae Kasai nació en Minami-Alps, Yamanashi , y comenzó a jugar voleibol cuando el deporte aún se jugaba con nueve jugadores de un lado en Japón (seis se usan internacionalmente).  Se unió a la empresa de hilado de fibra de Nichibo justo después de la escuela secundaria, primero jugando para el equipo de la corporación Ashikaga (Tochigi), y luego para la de Kaizuka (Osaka). Este último equipo dominó el deporte femenino a fines de los años 1950 y 1960, y cuando los japoneses comenzaron a jugar de acuerdo con las reglas internacionales, las jugadoras de Nichibo Kaizuka formaron el equipo nacional. Kasai y sus compañeros de equipo debutaron en el Campeonato Mundial de 1960, terminando detrás de la Unión Soviética. Dos años más tarde, los japoneses ganaron el título, derrotando a la escuadra soviética ante una audiencia de Moscú. Cuando el voleibol hizo su debut olímpico en Tokio, cumplieron con las altas expectativas al derrotar nuevamente a la Unión Soviética en el último partido de round-robin, en sets seguidos. Después de los Juegos Olímpicos, la capitana del equipo, Masae Kasai, se reunió con el primer ministro japonés y se quejó de que no había podido encontrar un marido debido al difícil régimen de entrenamiento. El primer ministro le dio una cita y los dos se casaron más tarde. Más tarde se convirtió en entrenadora de voleibol en Japón y China, y se sentó en el consejo de la Asociación de Voleibol de Japón. En 2008, fue incluida en el Salón de la Fama del Voleibol. 
Masae Kasai (quien cambió su apellido a Nakamura después de casarse) murió el 3 de octubre de 2013, en Tokio, debido a una hemorragia intracraneal.